# 1414 Jérôme
1414 Jérôme è un asteroide della fascia principale del diametro medio di circa 17,24 km. Scoperto nel 1937, presenta un'orbita caratterizzata da un semiasse maggiore pari a 2,7875606 UA e da un'eccentricità di 0,1564048, inclinata di 8,83079° rispetto all'eclittica.
È stato così intitolato in onore del padre dello scopritore.